# Тирнијауз
Тирнијауз (рус. Тырныауз) град је у Русији у Кабардино-Балкарији.

## Становништво
| 1939. | 1959.  | 1970.  | 1979.  | 1989.  | 2002.  | 2010.  |
| ----- | ------ | ------ | ------ | ------ | ------ | ------ |
| 5.993 | 12.789 | 17.972 | 21.050 | 30.778 | 21.092 | 21.000 |